# Attitti Lake
Attitti Lake är en sjö i Kanada.   Den ligger i provinsen Saskatchewan, i den centrala delen av landet, 2 200 km nordväst om huvudstaden Ottawa. Attitti Lake ligger 362 meter över havet.
I omgivningarna runt Attitti Lake växer i huvudsak barrskog. Trakten runt Attitti Lake är nära nog obefolkad, med mindre än två invånare per kvadratkilometer.